# Orden vom Bären
Der Orden vom Bären, auch Orden  des Bären, Orden vom Bär, Bärenorden und Sankt-Gallus-Orden genannt, war ein  mittelalterlicher Ritterorden, der 1213 von Kaiser Friedrich II. gestiftet wurde.
Sinn des Ordens war die Anerkennung von treuen Diensten. Geehrt wurden die Edlen der Schweiz und besonders der Abt von St. Gallen. Der Kaiser machte den Abt zum Grossmeister und erlaubte ihm die weitere spätere Ordensverleihung.
Der Orden hatte beim Adel grosses Ansehen. Als die Schweiz von den Habsburgern unabhängig wurde, erlosch er.

## Ordensdekoration
Die Ordensdekoration zeigte in einem silbernen runden Schild das Bild eines schwarzen Bären auf der Spitze eines Berges. Die Auszeichnung  wurde  an einer goldenen Kette um den Hals getragen. 